# Correlophus
Correlophus is een geslacht van hagedissen uit de familie Diplodactylidae.

## Naam en indeling
De wetenschappelijke naam van de groep werd voor het eerst voorgesteld door Alphone Guichenot in 1866. Er zijn drie soorten waarvan er twee eerder behoorden tot het geslacht Rhacodactylus. De soort Correlophus belepensis werd pas in 2012 voor het eerst beschreven.

## Verspreiding en habitat
De hagedissen komen voor in delen van Oceanië en leven endemisch in Nieuw-Caledonië. De habitat bestaat uit vochtige tropische en subtropische bossen, zowel in laaglanden als in bergstreken, vochtige tropische en subtropische scrublands en rotsige omgevingen.

## Beschermingsstatus
Door de internationale natuurbeschermingsorganisatie IUCN is aan alle soorten een beschermingsstatus toegewezen. Twee soorten worden beschouwd als 'kwetsbaar' (Vulnerable of VU) en de soort Correlophus belepensis wordt gezien als 'ernstig bedreigd' (Critically Endangered of CR).

## Soorten
Het geslacht omvat de volgende soorten, met de auteur en het verspreidingsgebied.
| Naam                               | Auteur                                   | Verspreidingsgebied                   |
| ---------------------------------- | ---------------------------------------- | ------------------------------------- |
| Correlophus belepensis             | Bauer, Whitaker, Sadlier & Jackman, 2012 | Nieuw-Caledonië (Belep)               |
| Wimpergekko (Correlophus ciliatus) | Guichenot, 1866                          | Oostelijk en centraal Nieuw-Caledonië |
| Correlophus sarasinorum            | Roux, 1913                               | Zuidelijk Nieuw-Caledonië             |